# Lundin Mining
Lundin Mining är ett svensk-kanadensiskt gruvföretag. Det är noterat på Stockholmsbörsen.
I Sverige äger företaget gruvan i Zinkgruvan. Företaget äger också gruvor i bland annat Kongo-Kinshasa, Ryssland, Spanien, Portugal och Irland, och har omkring 1500 anställda.
Företagets huvudkontor ligger i Toronto, Kanada.